# Prijs voor de Vrijheid (Liberale Internationale)
De Prize for Freedom (Prijs voor de Vrijheid) wordt sinds 1985 jaarlijks uitgereikt door de liberale beweging Liberale Internationale aan personen die een bijzondere bijdrage hebben geleverd aan de mensenrechten en politieke vrijheden.
Deze internationale prijs is niet te verwarren met de Prijs voor de Vrijheid die de Vlaamse rechts-liberale denktank Nova Civitas uitreikte van 2003 tot 2009 en Libera! sinds 2010.
| - 1985: Raúl Alfonsín - 1986: Sheena Duncan - 1987: Corazon Aquino - 1988: Hans-Dietrich Genscher - 1989: Benazir Bhutto - 1990: Václav Havel - 1991: Domingo Laino - 1991: Gitobu Imanyara - 1992: Maria Elena Cruz Varela - 1993: Mary Robinson - 1994: Sadako Ogata - 1995: Aung San Suu Kyi - 1996: Martin Lee - 1997: Olusegun Obasanjo - 1998: Khalida Toumi - 1999: Lennart Meri - 2000: Asthma Jahangir - 2001: Chen Shui-bian | - 2002: Helen Suzman - 2003: Abdoulaye Wade - 2004: Grigory Yavlinsky - 2005: Antonino Zichichi - 2006: Sam Rainsy - 2007: Aljaksandr Milinkevitsj - 2008: Padraig O’Malley - 2009: Eric Lubbock - 2010: Shirin Ebadi - 2011: Chee Soon Juan - 2012: Colin Eglin - 2013: Dick Marty - 2014: Waris Dirie - 2015: John Alderdice - 2016: Raif Badawi - 2017: Leila de Lima - 2018: María Corina Machado |